# Südafrikanische Frauen-Cricket-Nationalmannschaft in Indien in der Saison 2019/20
Die Tour der südafrikanischen Frauen-Cricket-Nationalmannschaft nach Indien in der Saison 2019/20 fand vom 24. September bis zum 14. Oktober 2019 statt. Die internationale Cricket-Tour war Bestandteil der Internationalen Cricket-Saison 2019/20 und umfasste drei WODIs und sechs WTwenty20s. Indien gewann die WODI-Serie 3–0 und die WTwenty20-Serie mit 3–1.

## Vorgeschichte
Für beide Mannschaften war es die erste Tour der Saison. Das letzte Aufeinandertreffen der beiden Mannschaften bei einer Tour fand in der Saison 2017/18 in Südafrika statt.

## Stadien
Die folgenden Stadien wurde für die Tour ausgewählt.
| Stadion                     | Stadt    | Kapazität | Spiele       |
| --------------------------- | -------- | --------- | ------------ |
| Lalabhai Contractor Stadium | Surat    | 7.000     | 1. – 6. WT20 |
| Reliance Stadium            | Vadodara | 20.000    | 1. – 3. WODI |

## Kaderlisten
Indien benannte seine Kader am 5. September 2019. Südafrika benannte seinen Kader am 9. September 2019.
| WODI | WODI | WTwenty20 | WTwenty20 |
| Indien | Südafrika | Indien | Südafrika |
| --- | --- | --- | --- |
| - Mithali Raj (K) - Harmanpreet Kaur (VK) - Taniya Bhatia (wk) - Ekta Bisht - Rajeshwari Gayakwad - Jhulan Goswami - Dayalan Hemalatha - Mansi Joshi - Smriti Mandhana - Shikha Pandey - Priya Punia - Punam Raut - Jemimah Rodrigues - Deepti Sharma - Pooja Vastrakar - Poonam Yadav | - Suné Luus (K) - Tazmin Brits - Trisha Chetty - Nadine de Klerk - Mignon du Preez - Lara Goodall - Shabnim Ismail - Marizanne Kapp - Ayabonga Khaka - Lizelle Lee - Nonkululeko Mlaba - Tumi Sekhukhune - Nondumiso Shangase - Laura Wolvaardt | - Harmanpreet Kaur (K) - Smriti Mandhana (VK) - Taniya Bhatia (wk) - Harleen Deol - Mansi Joshi - Veda Krishnamurthy - Shikha Pandey - Anuja Patil - Arundhati Reddy - Jemimah Rodrigues - Deepti Sharma - Pooja Vastrakar - Shafali Verma - Poonam Yadav - Radha Yadav | - Suné Luus (K) - Anneke Bosch - Tazmin Brits - Trisha Chetty - Nadine de Klerk - Mignon du Preez - Lara Goodall - Shabnim Ismail - Sinalo Jafta - Marizanne Kapp - Ayabonga Khaka - Lizelle Lee - Nonkululeko Mlaba - Tumi Sekhukhune - Nondumiso Shangase - Laura Wolvaardt |

## Tour Matches
| 20. September Scorecard | Surat | Indian Board President’s Woman XI | – | Südafrika |
|                         |       | Abgesagt                          |   |           |

| 22. September Scorecard | Surat | Südafrika 174-5 (20)          | – | Indian Board President’s Woman XI 91 (20) |
|                         |       | Südafrika gewinnt mit 83 Runs |   |                                           |

## Women’s Twenty20 Internationals

### Erstes WTwenty20 in Surat
| 24. September Scorecard | Surat | Indien 130-8 (20)          | – | Südafrika 119 (19.5) |
|                         |       | Indien gewinnt mit 11 Runs |   |                      |

Südafrika gewann den Münzwurf und entschieden sich als Feldmannschaft zu beginnen. Als Spielerin des Spiels wurde Deepti Sharma ausgezeichnet.

### Zweites WTwenty20 in Surat
| 26. September Scorecard | Surat | Indien   | – | Südafrika |
|                         |       | Abgesagt |   |           |

Spiel auf Grund von Regenfällen abgesagt.

### Drittes WTwenty20 in Surat
| 29. September Scorecard | Surat | Indien   | – | Südafrika |
|                         |       | Abgesagt |   |           |

Spiel auf Grund von Regenfällen abgesagt.

### Viertes WTwenty20 in Surat
| 1. Oktober Scorecard | Surat | Indien 140-4 (17/17)       | – | Südafrika 89-7 (17/17) |
|                      |       | Indien gewinnt mit 51 Runs |   |                        |

Südafrika gewann den Münzwurf und entschieden sich als Feldmannschaft zu beginnen. Als Spielerin des Spiels wurde Poonam Yadav ausgezeichnet.

### Fünftes WTwenty20 in Surat
| 3. Oktober Scorecard | Surat | Südafrika 98-8 (20)          | – | Indien 99-5 (17.1) |
|                      |       | Indien gewinnt mit 5 Wickets |   |                    |

Indien gewann den Münzwurf und entschieden sich als Feldmannschaft zu beginnen. Als Spielerin des Spiels wurde Hermanpreet Kaur ausgezeichnet.

### Sechstes WTwenty20 in Surat
| 4. Oktober Scorecard | Surat | Südafrika 175-3 (20)           | – | Indien 70 (17.3) |
|                      |       | Südafrika gewinnt mit 105 Runs |   |                  |

Südafrika gewann den Münzwurf und entschieden sich als Schlagmannschaft zu beginnen. Als Spielerin des Spiels wurde Lizelle Lee ausgezeichnet.

## Women’s One-Day Internationals

### Erstes WODI in  Vadodara
| 9. Oktober Scorecard | Vadodara | Südafrika 164 (45.1)         | – | Indien 165-2 (41.4) |
|                      |          | Indien gewinnt mit 8 Wickets |   |                     |

Südafrika gewann den Münzwurf und entschieden sich als Schlagmannschaft zu beginnen. Als Spielerin des Spiels wurde Priya Punia ausgezeichnet.

### Zweites WODI in Vadodara
| 11. Oktober Scorecard | Vadodara | Südafrika 247-6 (50)         | – | Indien 248-5 (48) |
|                       |          | Indien gewinnt mit 5 Wickets |   |                   |

Indien gewann den Münzwurf und entschieden sich als Feldmannschaft zu beginnen. Als Spielerin des Spiels wurde Punam Raut ausgezeichnet.

### Drittes WODI in Vadodara
| 14. Oktober Scorecard | Vadodara | Indien 146 (45.5)         | – | Südafrika 140 (48) |
|                       |          | Indien gewinnt mit 6 Runs |   |                    |

Indien gewann den Münzwurf und entschieden sich als Schlagmannschaft zu beginnen. Als Spielerin des Spiels wurde Ekta Bisht ausgezeichnet.

## Auszeichnungen

### Player of the Series
Als Player of the Series wurden der folgende Spieler ausgezeichnet.
| Serie | Player of the Series |
| ----- | -------------------- |
| WODI  | Marizanne Kapp       |
| WT20  | Deepti Sharma        |

### Player of the Match
Als Player of the Match wurden die folgenden Spielerinnen ausgezeichnet.
| Spiel   | Player of the Match |
| ------- | ------------------- |
| 1. WODI | Priya Punia         |
| 2. WODI | Punam Raut          |
| 3. WODI | Ekta Bisht          |
| 1. WT20 | Deepti Sharma       |
| 2. WT20 | –                   |
| 3. WT20 | –                   |
| 4. WT20 | Poonam Yadav        |
| 5. WT20 | Hermanpreet Kaur    |
| 6. WT20 | Lizelle Lee         |